# Publio Plauzio Proculo
Publio Plauzio Proculo (fl. IV secolo a.C.) è stato un politico romano del IV secolo a.C.

## Biografia
Fu eletto console nel 328 a.C., collega di Publio Cornelio Scapula.
(Tito Livio, Ab urbe condita libri, VIII, 22.)